# Käthe Hoffmann
Käthe Hoffmann (1883-1931) foi um botânico alemão que descobriu e catalagou muitas espécies vegetais em Nova Guiné e no  Sudeste Asiático, incluindo a Annesijoa novoguineensis.

## Algumas publicações
- Pax, FA; K Hoffmann. 1911. Euphorbiaceae-Cluytieae. Das Pflanzenreich. Hft. 47
- Pax, FA; K Hoffmann. 1912. Euphorbiaceae-Gelonieae ... . Unter Mitwirkung. Das Pflanzenreich. Hft. 52
- Pax, FA; K Hoffmann. 1912. Euphorbiaceae-Acalypheae-Chrozophorinae ... Unter Mitwirkung. Das Pflanzenreich. Hft. 57
- Pax, FA; K Hoffmann. 1914. Euphorbiaceae-Acalypheae-Mercurialinae ... Unter Mitwirkung. Das Pflanzenreich. Hft. 63
- Pax, FA; K Hoffmann. 1922. Euphorbiaceae-Phyllanthoideae-Phyllantheae. Das Pflanzenreich. Hft. 81
- Pax, FA; K Hoffmann. 1924. Euphorbiaceae-Crotonoideae-Acalypheae-Acalyphinae ... Euphorbiaceae-Additamentum VII. Das Pflanzenreich. Hft. 85
- Pax, FA; K Hoffmann. Euphorbuaceae - Cluytieae. Ed. reimpreso Weinheim, J.C, 1959. 124 pp. 35 figs. Engler's pflanzenreich, IV: 147: III; heft 47